# 约瑟夫·弗朗茨·冯·雅坎

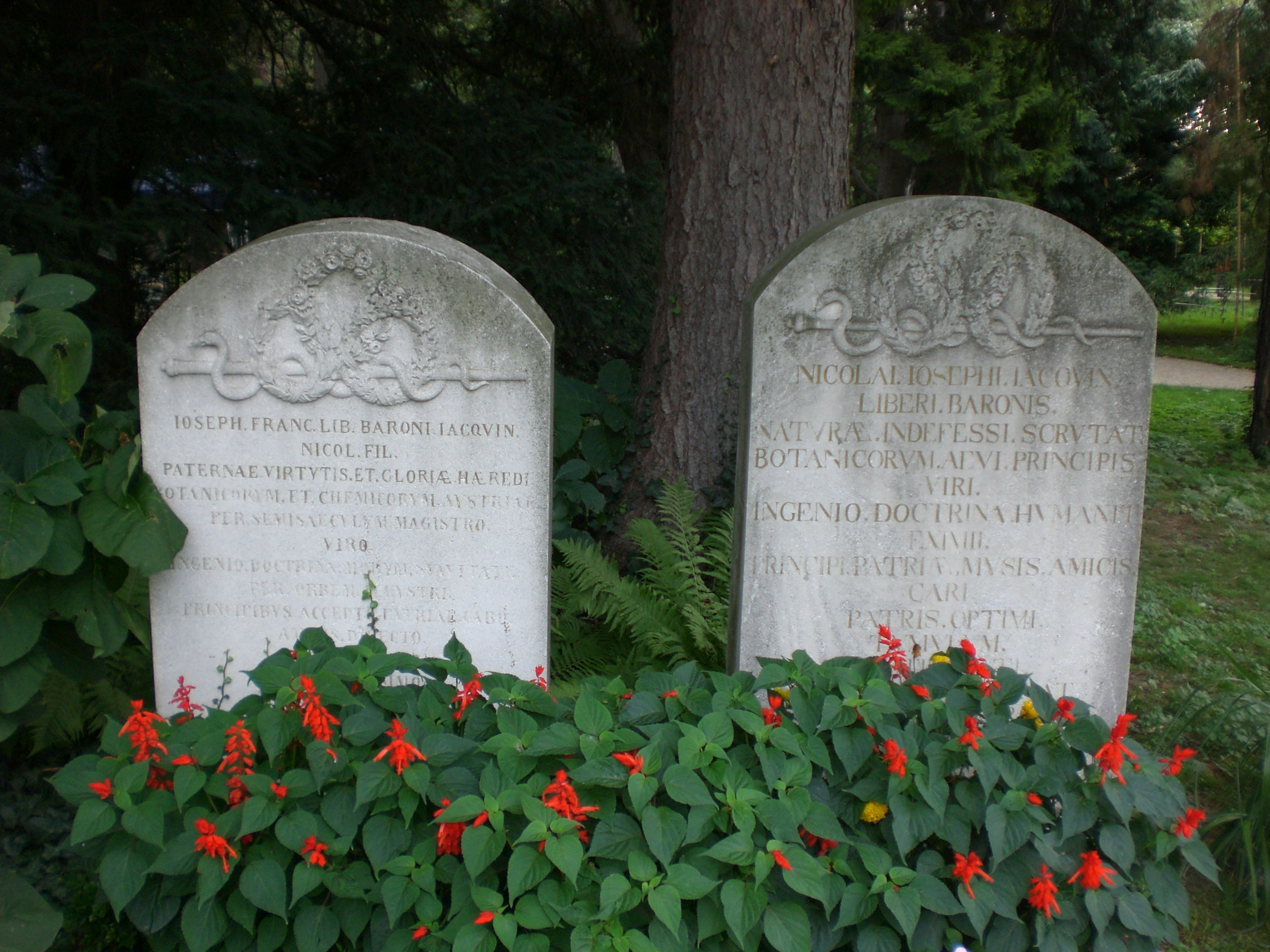
位于维也纳大学植物园的墓碑

约瑟夫·弗朗茨·弗赖赫尔·冯·雅坎（荷蘭語：Joseph Franz Freiherr von Jacquin，1766年2月7日—1839年12月9日）是奥地利科学家，主要研究医学、化學、动物学和植物学。

## 家庭
J.F.雅坎是荷兰著名科学家尼古劳斯·约瑟夫·冯·雅坎的儿子。在他2岁的时候，一家搬到了维也纳，住在美景宮附近。他们家族与作曲家莫扎特保持着密切关系。

## 经历
1788年至1791年间，他在弗朗茨二世的资助下，在欧洲进行了学术交流旅行。他先后经过德国、荷兰、伦敦、巴黎、瑞士和意大利，拜访了约瑟夫·班克斯、安托万·罗兰·德朱西厄和拉瓦锡等著名科学家。
1797年，他继任父亲的职务，成为了维也纳大学的化学、植物学教授和植物园园长，直到1838年退休。

## 荣誉
- 巴伐利亚科学院会员（1808年）
- 德国利奥波第那科学院会员（1820年）[6]
- 瑞典皇家科学院外籍会员（1821年）
- 普鲁士科学院名誉会员（1830年）

## 著作
- 《鸟类自然史简稿》（1784年）[7]
- 《关于银杏》（1819年）[8]